# Maxwell Tylden Masters
Pour les articles homonymes, voir Maxwell et Masters.
Maxwell Tylden Masters est un médecin et un botaniste britannique, né le 15 avril 1833 à Canterbury et mort le 30 mai 1907 à Ealing.

## Biographie
Il est le fils de William Masters. Il étudie au King’s College de Londres et obtient son titre de docteur en médecine en 1862 à St. Andrews en Écosse. Il se marie avec Ellen Tress en 1858, union dont il aura quatre enfants.
Il est sous-conservateur à Oxford et maître assistant en botanique au centre hospitalo-universitaire de St. George’s de 1855 à 1868. Parallèlement, il devient médecin de ville en 1856. Il devient membre de la Royal Society en 1870 et est membre de la Linnean Society of London.
Il est notamment l’auteur de Vegetable Teratology (1869) et de nombreux autres articles scientifiques. Il participe, en 1866, à l’édition de Treasury of Botany; a popular dictionary of the vegetable kingdom; with which is incorporated a glossary of botanical terms de John Lindley (1799-1865) et Thomas Moore (1821-1887), illustré par Henry Adlard (1828-1869).